# Theater Münster
Het Theater Münster is een theater in de Duitse stad Münster. Er worden muziek-, dans-, toneel- en jeugdvoorstellingen gegeven.

## Geschiedenis
Het theater was het eerste nieuw gebouwde theater na de Tweede Wereldoorlog. Het werd door een team van jonge architecten ontworpen, en tussen 1952 en 1956 gebouwd. Het oude theater, dat in 1780 naar een ontwerp van Wilhelm Ferdinand Lipper was gebouwd op de Roggenmarkt, werd in de oorlog verwoest. De hoofdzaal biedt plaats aan 955 toeschouwers. In 1971 werd het theater uitgebreid met een tweede zaal met 280 stoelen.